# 犬
犬 (chien) est un kanji composé de 4 traits. C'est une clé de base. Il fait partie des kyōiku kanji de 1re année. Il se lit ケン (ken) en lecture on et いぬ (inu) en lecture kun.
Son caractère Unicode est 72AC.